# Hans-Joachim Ritter

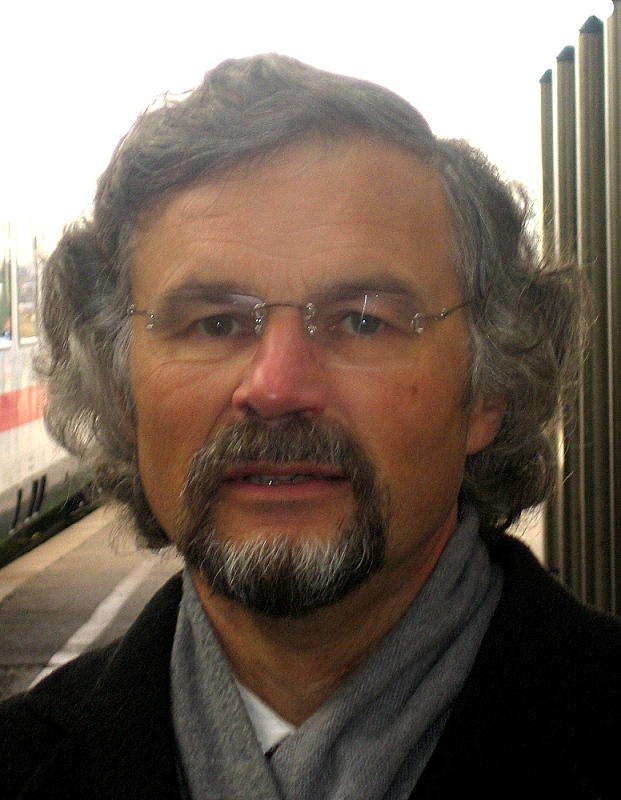
Hans-Joachim Ritter (2006)

Hans-Joachim Ritter (* 18. August 1949 in Speyer) ist ein deutscher Diplom-Verwaltungswirt (FH). Er war von 1989 bis 1993 Bundesvorsitzender der Ökologisch-Demokratischen Partei (ödp) und ist Vorsitzender der von ihm 1992 gegründeten Stiftung für Ökologie und Demokratie.

## Familie und beruflicher Werdegang
Ritter, Sohn eines Verwaltungsangestellten, besuchte im Zeitraum von 1956 bis 1964 zunächst die Volks- und danach zwei Jahre die Handelsschule, die er mit der Mittleren Reife abschloss. Anschließend war er von 1966 bis 1968 an der Berufsschule, an der er eine Lehrabschlussprüfung absolvierte. Danach war er bis 1971 Anwärter für den gehobenen Dienst bei der Stadtverwaltung von Speyer; 1971 fand ebenso seine Laufbahnprüfung statt. Er war in verschiedenen Funktionen tätig und leitete von 1991 bis zu seiner Pensionierung im Jahre 2014 die Bauverwaltung der Stadt Speyer.
Von 1971 bis 1975 besuchte er neben seinem Beruf sieben Semester lang die rheinland-pfälzische Verwaltungs- und Wirtschaftsakademie und erwarb das Kommunal-Diplom; 1987 wurde er Diplom-Verwaltungswirt (FH). Für sein Engagement bei der Stiftung für Ökologie und Demokratie e. V. verlieh ihm das Land Rheinland-Pfalz am 25. November 2009 den Verdienstorden des Landes Rheinland-Pfalz. Zwischen 2004 und 2018 hatte Ritter regelmäßig Lehraufträge für die Landesübung und zur Leitung der Arbeitsgemeinschaft „Stadtentwicklung“ an der Deutschen Universität für Verwaltungswissenschaften Speyer.
Er ist katholisch, seit 1977 verheiratet, Vater zweier inzwischen erwachsener Kinder (ein Sohn und eine Tochter) und lebt in Rülzheim.

## Politische Karriere

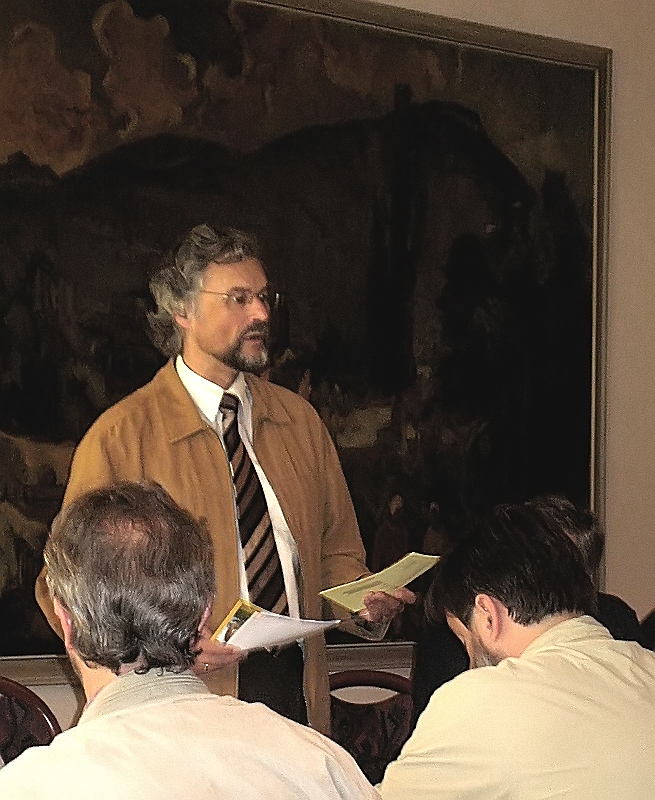
Ritter auf einem rheinland-pfälzischen ödp-Landesparteitag (2007)

### JU, CDU und erste Jahre bei der ödp (1972–1989)
Hans-Joachim Ritter wurde 1972 Mitglied der Jungen Union und 1975 Mitglied der CDU, für die er ab 1979 im Orts- und Verbandsgemeinderat von Rülzheim saß. Beiden Gremien gehörte er bis 1989 an. 1983 wechselte er nach unüberbrückbaren Differenzen seiner Partei in der Umweltpolitik in die ein Jahr zuvor gegründete ödp. Zeitgleich wurde er Vorsitzender des neugegründeten Kreisverband Speyer-Germersheim. Bereits im Oktober 1984 wurde er deren Landesvorsitzender in Rheinland-Pfalz. Dieses Amt hatte er noch bis zum Frühjahr 1990 inne. Ritter kandidierte bei der Europawahl 1984 auf Platz 5 der Bundesliste seiner Partei.

### Bundesvorsitzender der ödp (1989–1993)
Nach dem Rechtsabgrenzungsbeschluss der ödp auf dem Parteitag 1989 in Saarbrücken hatte der ödp-Gründer Herbert Gruhl nicht mehr als Bundesvorsitzender kandidiert. Als Nachfolger im Gespräch waren zum einen Ritter und zum anderen Hermann Bentele. Die Wahl fiel auf Ritter, da ihm von den Delegierten zugetraut worden war, als Vermittler zwischen der Parteibasis und Gruhl zu fungieren.
Bereits ein Jahr später grenzte sich Ritter auf dem Bundesparteitag in Würzburg, der am 20. Januar 1990 stattfand, von den Unabhängigen Ökologen ab, einer rechten Gruppierung ehemaliger abtrünniger ödp-Mitglieder, die sich 1991 an der Gründung der Unabhängigen Ökologen Deutschlands (UÖD) beteiligte. Gleichzeitig drohte er Parteimitgliedern, die mit den Unabhängigen Ökologen zusammenarbeiteten, mit Konsequenzen.
Als ödp-Vorsitzender führte er Gespräche über eine Zusammenarbeit mit den Grünen und dem Bündnis 90. Während Teile des Bündnis 90 der ödp aufgeschlossen gegenüberstanden, scheiterte ein „Dreierbündnis“ an den westdeutschen Grünen.
Von 1989 bis 1994 war er Kreisrat im Landkreis Germersheim sowie Fraktionsvorsitzender seiner Partei, die während dieser Zeit dort zwei Sitze innehatte. In einer Koalition aus SPD, Grüne und ödp war Ritter bis Ende 1991 dritter Kreisdeputierter (Beigeordneter ohne Geschäftsbereich). Die Koalition scheiterte jedoch später, als Ritter nicht wie vereinbart zum zweiten Beigeordneten gewählt wurde.
Unter seiner Führung gelang der ödp eine gewisse Konsolidierung, nachdem diese in den 1980er Jahren häufig wegen angeblich mangelnder Abgrenzung zum rechten Spektrum kritisiert worden war. Dies äußerte sich unter anderem in den steigenden Mitgliederzahlen der Partei in seiner Amtszeit.

### Stiftung für Ökologie und Demokratie e.V. (seit 1992)
Am 12. September 1992 gründete er in Freiberg die Stiftung für Ökologie und Demokratie als überparteilicher Träger der politischen Bildung, deren Vorsitzender er seither ununterbrochen ist. Um Interessenskonflikte mit seiner neuen Tätigkeit zu vermeiden, kandidierte er auf dem Bundesparteitag am 3. und 4. Juli 1993 in Bottrop nicht mehr für das Amt des ÖDP-Bundesvorsitzenden. Sein Nachfolger in diesem Amt wurde Bernd Richter. Jedoch kandidierte Ritter bei der Europawahl in Deutschland 1994 erneut auf Listenplatz drei. Er ist außerdem Vorsitzender der EnergieAgentur Speyer-Neustadt/Südpfalz (EA), einem Projekt der Stiftung für Ökologie und Demokratie und Kuratoriumsmitglied der Verbrauchervereinigung Medien e. V.
2008 wurde er anlässlich des 25-jährigen Jubiläums des rheinland-pfälzischen Landesverbands der ÖDP für seine 25-jährige Mitgliedschaft geehrt.